# Assalto al Congresso nazionale del Brasile del 2023
L'assalto al Congresso nazionale del Brasile è stata un'insurrezione avvenuta in Brasile l'8 gennaio 2023, come risposta alla sconfitta dell'allora presidente Jair Bolsonaro nelle elezioni generali in Brasile del 2022. L'8 gennaio una folla di sostenitori di Bolsonaro e altri estremisti di destra ha attaccato la sede del governo federale brasiliano nella capitale, Brasilia. La folla ha invaso e vandalizzato il Congresso Nazionale, l'edificio della Corte Suprema e il Palazzo Presidenziale, nella Piazza dei Tre Poteri, cercando di rovesciare violentemente il presidente democraticamente eletto del Brasile Luiz Inácio Lula da Silva, insediatosi il 1º gennaio. Molti rivoltosi hanno affermato che il loro scopo era spronare l’esercito a commettere un colpo di stato e interrompere la transizione democratica del potere. Tuttavia, né Lula né Bolsonaro si trovavano a Brasilia al momento dell'attacco. In risposta all'attacco, alle 18:00 dello stesso giorno, Lula ha annunciato di aver firmato un decreto che autorizzò lo stato di emergenza nel Distretto Federale, che sarebbe terminato a fine gennaio 2023.

## Preparazione

### Pianificazione
Già durante il mandato di Jair Bolsonaro come presidente del Brasile i suoi sostenitori avevano ipotizzato, ispirati dall’Assalto al Campidoglio degli Stati Uniti d’America del 2021, l’idea di un attacco al congresso nel caso in cui Bolsonaro non fosse riuscito a farsi rieleggere. Infatti, non appena furono resi pubblici i risultati delle elezioni generali del 2022, i seguaci di Bolsonaro iniziarono a parlare di frode elettorale, accusando i funzionari elettorali di essere corrotti e le macchine per il voto elettronico di essere malfunzionanti e manomesse. Gli alleati dell’ex presidente fecero un largo uso dei social media per diffondere disinformazione riguardo agli ipotetici brogli elettorali per fomentare la popolazione brasiliana di destra. Inoltre, alcuni riservisti militari espressero il loro sostegno ai bolsonaristi, in particolare il colonnello Marcos Koury che, il 16 ottobre 2022, utilizzò Youtube e alcuni gruppi Telegram per estremisti di destra per incoraggiare uno sciopero generale dei camionisti prima del secondo turno di elezioni. Pochi giorni dopo alcuni membri dei gruppi a cui apparteneva Koury iniziarono a creare dei veri e propri blocchi stradali che, uniti allo sciopero che infine avvenne, causarono diversi disordini in tutto il Brasile. Già dal 3 novembre, quando lo sciopero iniziò a perdere sostegno, alcuni manifestanti iniziarono a chiedere un colpo di stato in favore di Bolsonaro.

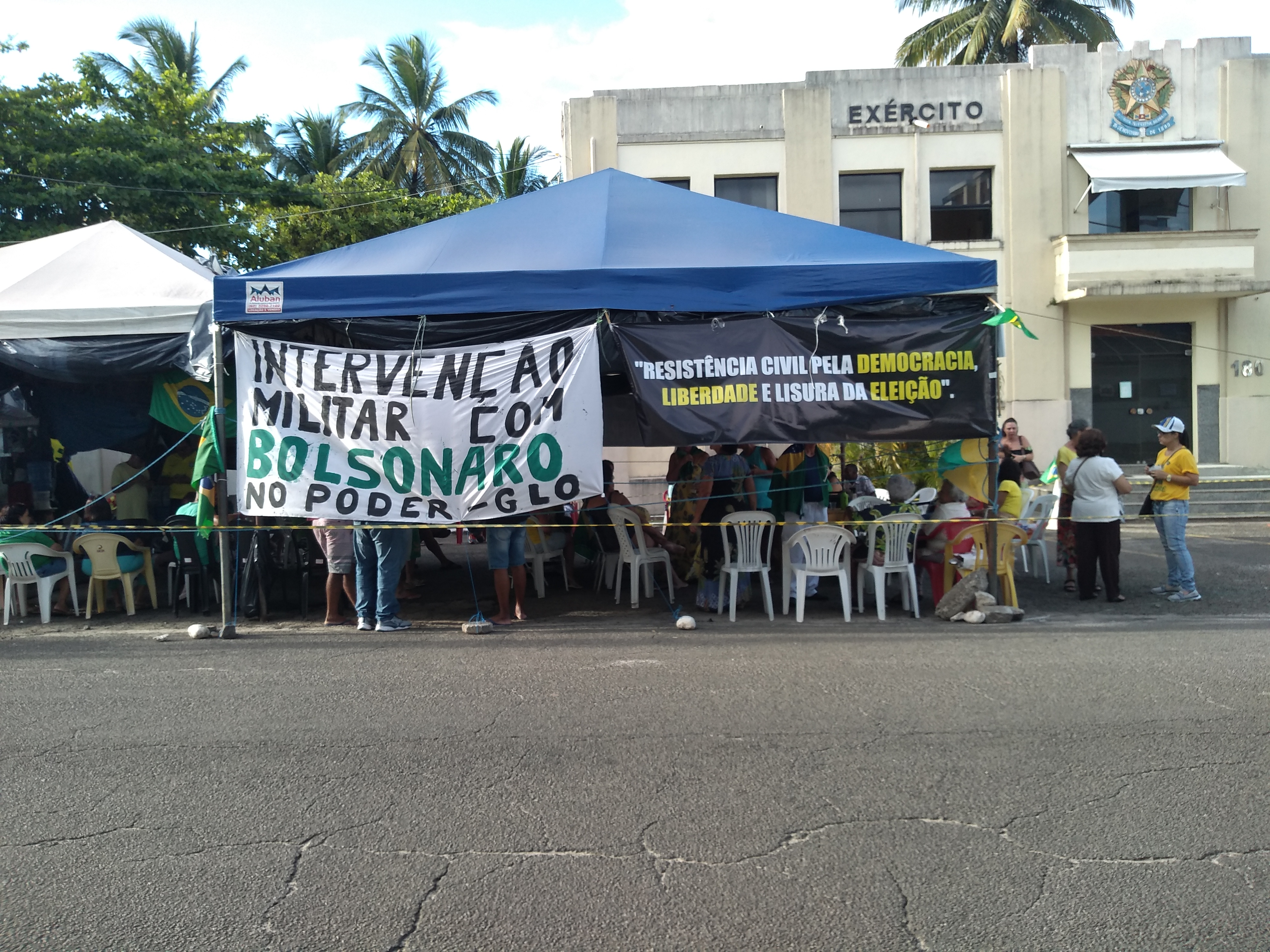
Manifestanti davanti ad una base militare che chiedono all'esercito di deporre Lula

Già dalla prima settimana del 2023 i sostenitori dell’ex presidente iniziarono a pianificare un assalto al congresso, come dimostrato da diversi audio trapelati da gruppi Whatsapp e Telegram e dall’arrivo a Brasilia di numerosi manifestanti bolsonaristi da tutto il paese. Stando alle prove raccolte, l’idea era quella di compiere azioni violente nella capitale, per eludere le forze di polizia, mentre un gruppo più numeroso di manifestanti avrebbe preso d’assalto la sede del governo. I membri del gabinetto federale, grazie alle prove trapelate, erano a conoscenza dei piani dei rivoltosi, ma il governatore del Distretto Federale Ibaneis Rocha ha assicurato che la situazione era sotto controllo.

### Finanziamenti
Funzionari governativi anonimi hanno dichiarato al Washington Post che gli autobus che trasportano i sostenitori di Bolsonaro a Brasília erano stati pagati da donatori provenienti da dieci degli stati federati, tra cui alcuni coinvolti nel settore agroalimentare. Il ministro della giustizia Flávio Dino ha dichiarato non era stato possibile "distinguere chiaramente" i responsabili del finanziamento. 

## Eventi
I manifestanti si sono radunati davanti alle basi militari dell’esercito in diverse città brasiliane sin da quando Bolsonaro ha perso le elezioni presidenziali contro Lula in ottobre. A Brasília, un gruppo si era accampato davanti al quartier generale delle forze armate, chiedendo che l'esercito effettuasse un colpo di stato militare per deporre il nuovo presidente. A gennaio, il governo di Lula ha tentato di rimuovere i manifestanti e, quando il tentativo è fallito, ha ordinato un rafforzamento della sicurezza. Quella settimana il ministro della giustizia ha ribadito che gli accampamenti sarebbero stati smantellati, cosa però mai avvenuta.

### Il giorno prima dell'assalto
La mattina del 7 gennaio, più di 100 autobus trasportanti i sostenitori di Bolsonaro sono arrivati a Brasília da ogni parte del Brasile. Essi si sono uniti ai 200 manifestanti già accampati davanti al quartier generale dell'esercito, portando il numero totale di persone a oltre 4000. Lo stesso giorno, verso sera, numerose minacce al governo arrivarono da diversi gruppi Telegram.

### L'assalto

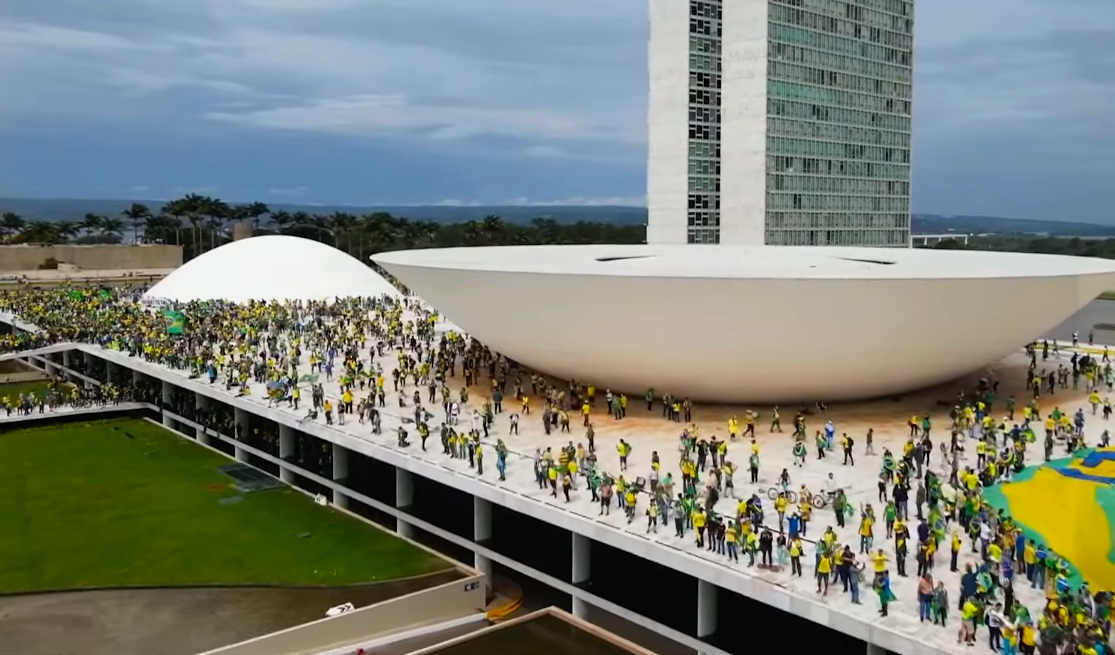
I manifestanti assaltano la sede del Congresso Nazionale del Brasile

Nel pomeriggio dell’8 gennaio i manifestanti iniziarono a marciare, partendo dal quartier generale dell’esercito, verso la Piazza dei Tre Poteri. Alcuni di loro sono stati sentiti inneggiare ai dittatori António de Oliveira Salazar e Emílio Garrastazu Médici. Armati di forche e bastoni sfondarono le barriere della polizia poste all’ingresso della piazza, affrontando le forze dell’ordine, che risposero sparando gas lacrimogeni e spray al peperoncino. Alcuni poliziotti, tuttavia, furono sorpresi a schierarsi dalla parte dei rivoltosi. Subito dopo furono presi d’assalto il congresso, la sede della corte suprema e il Palacio do Planalto. Più tardi, il senatore Veneziano do Rêgo ha confermato a CNN Brasil che i manifestanti erano riusciti ad invadere il palazzo del congresso, raggiungendo la camera dei deputati, per poi provare a sostituire la bandiera del Brasile, affissa sull’edificio, con quella dell’impero brasiliano.

### Fine dell'assalto

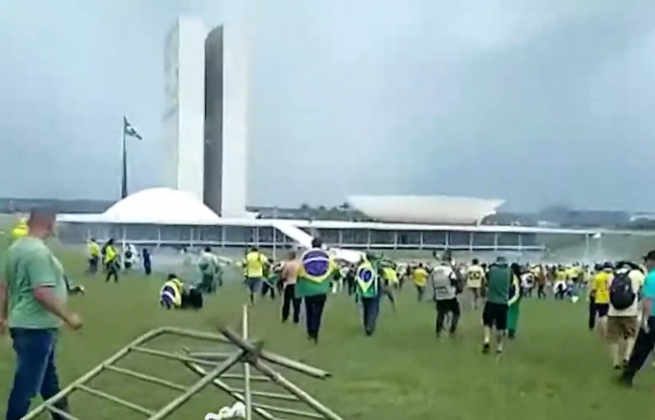
I manifestanti dopo aver superato le barriere delle forze dell'ordine

Il presidente Lula invocò subito l'articolo 34, che autorizza il governo a porre fine ad una grave compromissione dell'ordine pubblico. Si è trattato della terza applicazione dell'articolo 34 della Costituzione federale del 1988, quando entrò in vigore a Rio de Janeiro e Roraima. L'intervento ha sollevato il governatore del Distretto Federale, Ibaneis Rocha, dall'autorità di supervisionare e mantenere la sicurezza nel distretto. Lo stesso governatore è stato sospeso per 90 giorni dal proprio incarico da parte della Corte Suprema brasiliana per l'impreparazione delle forze di sicurezza della capitale. Alcune ore dopo la polizia del Distretto Federale ha annunciato di aver iniziato a sgomberare i rivoltosi dagli edifici governativi. Sul momento vennero arrestate circa 150 persone ma, la sera dell’8 gennaio, Ibaneis Rocha riferì tramite social network che altri 400 manifestanti erano stati incarcerati. L’edificio del congresso venne del tutto liberato dalla polizia brasiliana intorno alle 17:00, insieme alla sede della corte suprema. Alle 21:00, dopo un piccolo intervento da parte dell’esercito, il ministro della giustizia Flávio Dino annunciò che tutti e tre gli edifici governativi erano stati liberati.

## Reazioni

### Jair Bolsonaro
Mentre il congresso nazionale del Brasile era sotto assedio da parte dei suoi sostenitori, Bolsonaro si trovava in Florida, dove attualmente risiede. Ad assalto finito, il presidente Lula ha accusato Bolsonaro in una conferenza stampa di essere dietro quanto accaduto, ma egli ha smentito tutto in un tweet. La stessa tesi è stata portata avanti da suo figlio, il senatore Flávio Bolsonaro, che ha negato ogni coinvolgimento del padre nell’insurrezione. Il 10 gennaio, tuttavia, Bolsonaro, in un video quasi subito cancellato, ha affermato che Lula aveva in realtà perso le elezioni, affermando di continuare a credere nei brogli elettorali.

### Partiti politici brasiliani
Il Partito Liberale del Brasile, di cui Bolsonaro fa parte dal 2021, non è stato visto dal governo come responsabile di quanto accaduto, dato che ha sin da subito condannato l’assalto alla Piazza dei Tre Poteri come una “barbarie fascista”. Anche il Partito dei Lavoratori ha mostrato sdegno per l’evento, definendo l’8 gennaio come “uno dei giorni più tristi per la repubblica brasiliana”.

### Reazioni internazionali
Ciò che è accaduto l’8 gennaio 2023 è stato pesantemente criticato e condannato dalla comunità internazionale, in particolare dagli Stati Uniti e dai paesi dell’America Latina.

#### Stati Uniti d'America
L’8 gennaio, appena ricevuta notizia di quanto stava accadendo in Brasile, il presidente statunitense Joe Biden, reduce dell’Assalto al Campidoglio del 2021, espresse solidarietà nei confronti del presidente Lula, condannando l’assedio agli edifici governativi come “oltraggioso” e “antidemocratico”. Inoltre, alcuni membri del Partito Democratico, come Joaquin Castro hanno chiesto di deportare Bolsonaro, che al momento si trova in Florida, in Brasile.

#### Cile
Il presidente del Cile Gabriel Boric, considerando l’evento un tentato colpo di stato fascista, ha condannato pubblicamente l’assalto e ha garantito il proprio sostegno al presidente Lula.

#### Argentina
Il presidente argentino Alberto Fernandez espresse solidarietà nei confronti del governo brasiliano definendo l’assalto al congresso come un “tentato colpo di stato atto a sopprimere le istituzioni democratiche”. La vicepresidentessa dell’Argentina ha paragonato l’evento all’assalto al Campidoglio avvenuto due anni prima negli Stati Uniti.